# گلوریا کارا
گلوریا کارا (اسپانیایی: Gloria Carrá‎؛ زادهٔ ۱۵ ژوئن ۱۹۷۱) بازیگر اهل آرژانتین است. وی از سال ۱۹۸۲ میلادی تاکنون مشغول فعالیت بوده‌است.
از فیلم‌ها یا مجموعه‌های تلویزیونی که وی در آن‌ها نقش داشته‌است، می‌توان به مجردمانده‌ها، ستاره کوچک من، کلبه دریا، زنان قاتل و شیلی ۶۷۲ اشاره نمود.